# 布海拉省
布海拉省（阿拉伯语：محافظة البحيرة，意思是「湖泊」），是埃及二十九省之一，位于該國尼羅河三角洲西支以西，北臨地中海。首府为達曼胡爾。面积10,130平方公里，人口4,737,129人（2006年统计）。